# Прудкий Никон Іванович
Ни́кін Іва́нович Прудкий (* 5 квітня 1890, Канів — † 8 грудня 1982, Черкаси), український бандурист, у 1920-30-х роках — постійний доглядач музею на могилі Т. Шевченка в Каневі, виступав з бандурою перед відвідувачами; почесний член Українського хорового товариства.

## Життєпис
Народився в родині матроса, що плавав по Дніпрі; родина жила бідно. Ще малим Никона відіслав батько працювати до майстра з ремонту музичних інструментів. На бандуру грати вчився в Терешка Пархоменка. 1914 року переїхав до Києва, одружився з Марією Калениченко, дружиною залізничника. Того самого року з початком війни його мобілізовано; воював під Берестям, Барановичами, Варшавою. Повернувшись із фронту, жив у Каневі, не служив ні в українських, ні в радянських військах. У 1920-х роках працював на будівництві залізничної гілки Гришене — Канів. Згодом переїхав до Черкас, працював листоношею.
З 1932 року працював у Черкасах у майстерні музичних інструментів, керував гуртками бандуристів.
За нацистської окупації був одним із музикантів капели бандуристів при Черкаськім театрі, деякий час очолював капелу — з червня 1942 по травень 1943 року, за наполяганням директора Кравченка.
У 1950-х роках керував самодіяльними ансамблями бандуристів у Черкасах; виконував українські народні пісні й думи, пісні на вірші Т. Шевченка, у репертуарі мав понад 100 творів, з них власні: «У кінці греблі», «Черевички», «Усі гори зеленіють», «За річкою, за Дунаєм», «Кидай, Петре, жінку, а я чоловіка».
1948 року Прудкого засуджено за «недоносительство» на 5 років.
24 травня 1961 року постановою пленуму Найвищого суду СРСР, коли справу розглянув Роман Руденко, Прудкого реабілітовано.
У 1970-х роках виконував музичні твори на річкових теплоходах, що курсували між Черкасами та Києвом, щонеділі — на Чернечій горі; у 1980-х зовсім осліп, жив у будинку-інтернаті в Соснівці.
У кінці 1970-х він був у редакції газети «Черкаська правда» з проханням допомогти організувати гурток бандуристів. Коли запитали, як він ставиться до тих, хто відправив його на п'ять років у в'язницю, відповів:
— Бог їм суддя…

## Витоки
- Через ту бандуру [Архівовано 5 березня 2016 у Wayback Machine.]
- Прес-центр[недоступне посилання з липня 2019]
- Українське життя в Севастополі [Архівовано 20 липня 2015 у Wayback Machine.]
- Ізборник [Архівовано 16 квітня 2015 у Wayback Machine.]